# Magnus Stenbock (1763–1822)
Magnus Stenbock, född 3 april 1763 i Rånäs, död 17 maj 1822 i Linköping var en svensk greve, militär och hovman, som tjänade under Gustav III, Gustav IV Adolf, Karl XIII och Karl XIV Johan.

## Biografi
Magnus Stenbock var son till översten, greve Arvid Nils Stenbock (1738–1782) och friherrinnan Eva Charlotta Strömfelt, dotter till Carl Harald Strömfelt.
Stenbock blev sekundkorpral vid Östgöta kavalleriregemente 1767 och kvartermästare vid Södra skånska kavalleriregementet, livdrabant 1774. År 1781 blev han stabslöjtnant vid Östgöta kavalleriregemente, ett år senare blev han kammarherre och senare samma år blev han kapten vid livdragonregementet. 1783 blev han överstekammarjunkare och tio år senare blev han överstelöjtnant i armén och generaladjutant av flygeln. 1794 utsågs han till överofficiant vid Kunglig Majestäts Orden och Kommendör av Nordstjärneorden. 1796 sändes han till det danska hovet för att notifiera det om kung Gustav IV Adolfs tillträde till riksstyrelsen i november detta år. Han utsågs till Riddare av Svärdsorden 1800. År 1806 utsågs han till överste och generaladjutant. Efter mordet på riksmarskalk Axel von Fersen 1810 utsågs han till tillförordnad riksmarskalk tills en ordinarie kunde tillsättas. Efter det tillförordnandet blev han utsedd till generalmajor 1816.
Han dog ogift som sin sentida namne.